# لايتون دبليو. سميث جونيور
لايتون دبليو. سميث جونيور (بالإنجليزية: Leighton W. Smith, Jr.)‏ هو ضابط أمريكي، ولد في 20 أغسطس 1939 في موبيل في الولايات المتحدة.